# Communauté de communes Mirebellois et Fontenois
La Communauté de communes Mirebellois et Fontenois est une communauté de communes française, située dans le département de la Côte-d'Or et la région Bourgogne-Franche-Comté.

## Histoire
La communauté de communes est créée au 1er janvier 2017 par fusion de la communauté de communes du Mirebellois et de la communauté de communes du Val de Vingeanne.

## Composition
La communauté de communes est composée des 32 communes suivantes :

| Nom                                      | Code Insee | Gentilé         | Superficie (km2) | Population (dernière pop. légale) | Densité (hab./km2) |
| ---------------------------------------- | ---------- | --------------- | ---------------- | --------------------------------- | ------------------ |
| Mirebeau-sur-Bèze (siège)                | 21416      | Mirebellois     | 22,19            | 1 937 (2022)                      | 87                 |
| Arceau                                   | 21016      | Arcelois        | 21,6             | 990 (2022)                        | 46                 |
| Beaumont-sur-Vingeanne                   | 21053      |                 | 11,72            | 198 (2022)                        | 17                 |
| Beire-le-Châtel                          | 21056      | Beiréens        | 19,25            | 907 (2022)                        | 47                 |
| Belleneuve                               | 21060      | Belleneuvois    | 14,47            | 1 575 (2022)                      | 109                |
| Bèze                                     | 21071      | Bézois          | 23,4             | 730 (2022)                        | 31                 |
| Bézouotte                                | 21072      | Bézouottais     | 1,1              | 202 (2022)                        | 184                |
| Blagny-sur-Vingeanne                     | 21079      | Blanéens        | 7,56             | 125 (2022)                        | 17                 |
| Bourberain                               | 21094      |                 | 30,71            | 388 (2022)                        | 13                 |
| Champagne-sur-Vingeanne                  | 21135      |                 | 13,25            | 313 (2022)                        | 24                 |
| Charmes                                  | 21146      | Calmiens        | 6,53             | 119 (2022)                        | 18                 |
| Chaume-et-Courchamp                      | 21158      | Chaumiens       | 8,1              | 183 (2022)                        | 23                 |
| Cheuge                                   | 21167      |                 | 8,88             | 119 (2022)                        | 13                 |
| Cuiserey                                 | 21215      | Cuciriens       | 6,33             | 174 (2022)                        | 27                 |
| Dampierre-et-Flée                        | 21225      |                 | 9,45             | 136 (2022)                        | 14                 |
| Fontaine-Française                       | 21277      |                 | 30,66            | 888 (2022)                        | 29                 |
| Fontenelle                               | 21281      |                 | 10,14            | 169 (2022)                        | 17                 |
| Jancigny                                 | 21323      |                 | 6,95             | 153 (2022)                        | 22                 |
| Licey-sur-Vingeanne                      | 21348      |                 | 3,39             | 100 (2022)                        | 29                 |
| Magny-Saint-Médard                       | 21369      |                 | 10,87            | 339 (2022)                        | 31                 |
| Montigny-Mornay-Villeneuve-sur-Vingeanne | 21433      |                 | 30,83            | 384 (2022)                        | 12                 |
| Noiron-sur-Bèze                          | 21459      |                 | 11,8             | 228 (2022)                        | 19                 |
| Oisilly                                  | 21467      |                 | 5,97             | 125 (2022)                        | 21                 |
| Orain                                    | 21468      |                 | 13,67            | 89 (2022)                         | 6,5                |
| Pouilly-sur-Vingeanne                    | 21503      |                 | 10,56            | 136 (2022)                        | 13                 |
| Renève                                   | 21522      | Renévois        | 14,4             | 482 (2022)                        | 33                 |
| Saint-Maurice-sur-Vingeanne              | 21562      |                 | 17,38            | 198 (2022)                        | 11                 |
| Saint-Seine-sur-Vingeanne                | 21574      | Saint-Séquanais | 18,69            | 376 (2022)                        | 20                 |
| Savolles                                 | 21595      | Savolliens      | 3,12             | 146 (2022)                        | 47                 |
| Tanay                                    | 21619      |                 | 12,65            | 221 (2022)                        | 17                 |
| Trochères                                | 21644      | Trécariens      | 5,1              | 167 (2022)                        | 33                 |
| Viévigne                                 | 21682      | Vétivinois      | 13,43            | 252 (2022)                        | 19                 |

## Démographie
| 1968  | 1975  | 1982  | 1990  | 1999   | 2010   | 2015   | 2021   |
| ----- | ----- | ----- | ----- | ------ | ------ | ------ | ------ |
| 7 629 | 8 170 | 9 483 | 9 644 | 10 175 | 11 921 | 12 542 | 12 561 |

## Politique et administration
Le siège de la communauté de communes est situé à Mirebeau-sur-Bèze.

### Conseil communautaire
La communauté de communes est administrée par le conseil de communauté, composé de 51 conseillers, élus pour 6 ans.
Les délégués sont répartis selon l'importance comme suit :
| Nombre de délégués | Communes                                    |
| ------------------ | ------------------------------------------- |
| 8                  | Mirebeau-sur-Bèze                           |
| 6                  | Belleneuve                                  |
| 3                  | Beire-le-Châtel, Fontaine-Française, Arceau |
| 2                  | Bèze                                        |
| 1                  | Les autres communes                         |

### Présidence
| Période        | Période  | Identité      | Étiquette | Qualité                        |
| -------------- | -------- | ------------- | --------- | ------------------------------ |
| 6 janvier 2017 | En cours | Didier Lenoir | -         | Maire de Charmes (depuis 2008) |